# Laubsäge

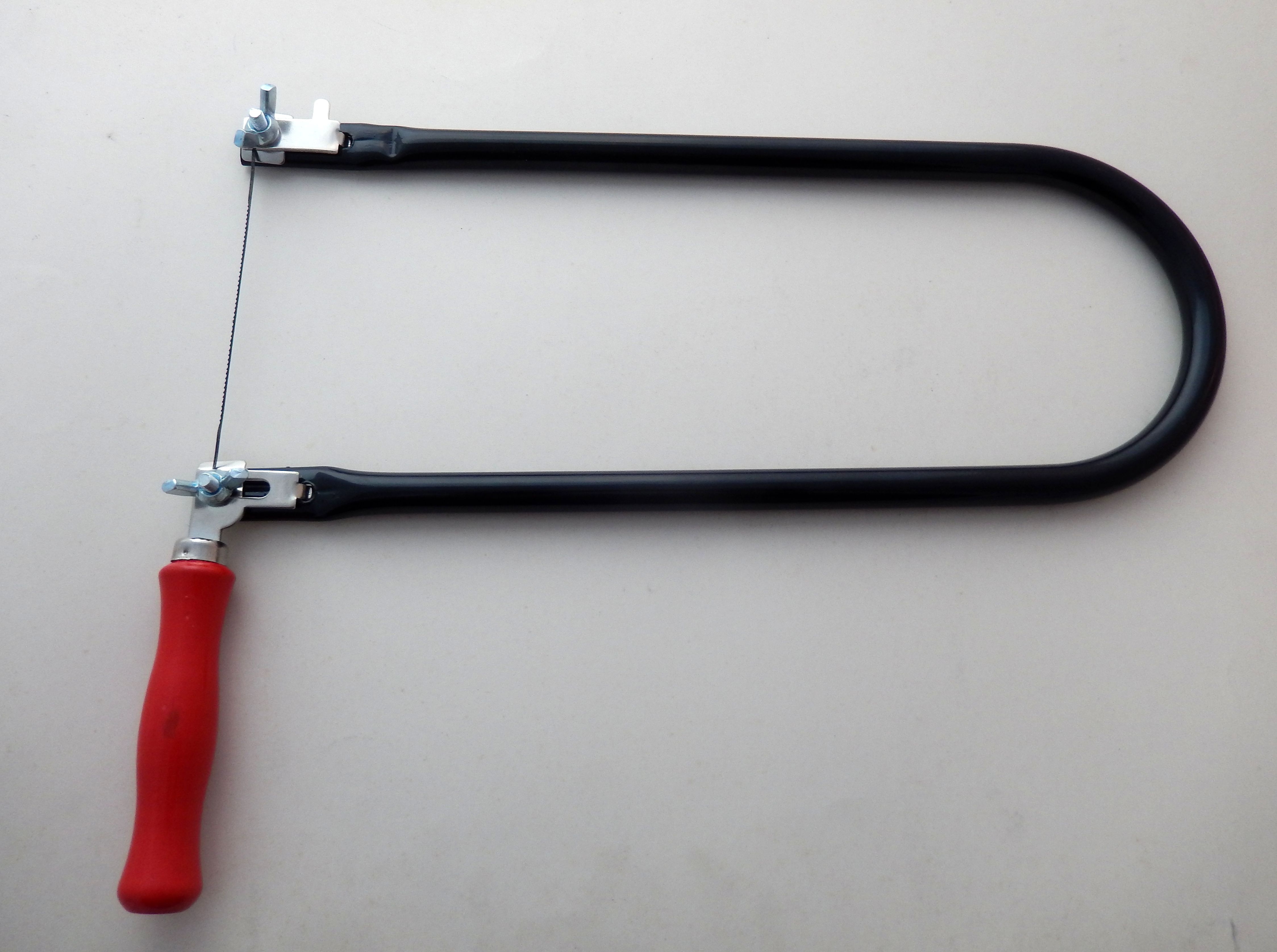
Eine Laubsäge aus dem Hobbybereich

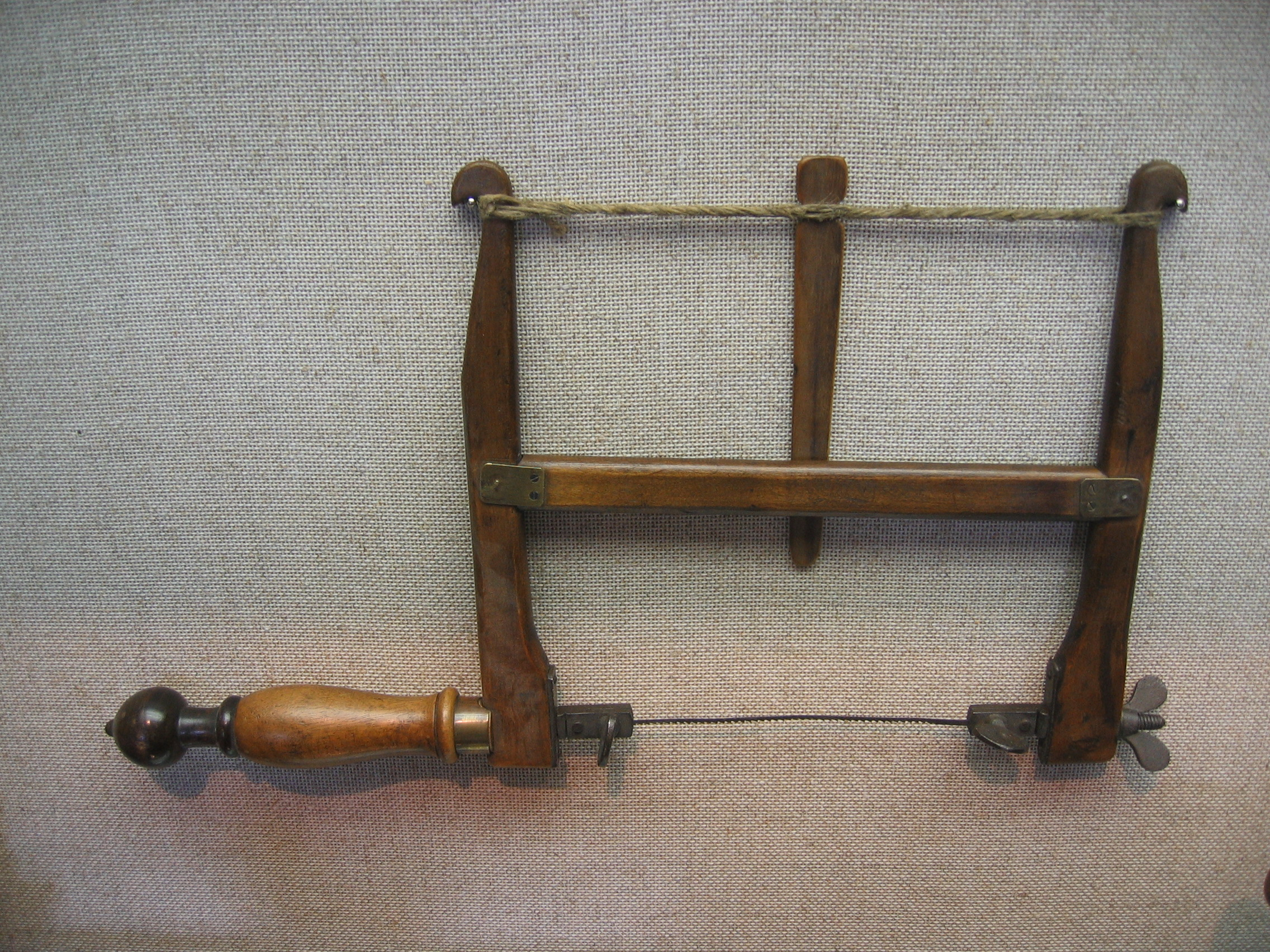
Historische Laubsäge

Eine Laubsäge ist eine Säge zum Sägen dünner Materialien wie Vollholz, Sperrholz, Elfenbein, Metall oder Kunststoff. Sie zeichnet sich dadurch aus, dass man mit ihr nicht nur geradlinig, sondern auch enge Kurven sägen kann. Sie dient primär der Herstellung sogenannter Laubsägearbeiten, also feiner Muster.

## Aussehen
Eine Laubsäge besteht aus einem U-förmig gebogenen Bügel mit einem Holzgriff. An den beiden Enden des Bügels befindet sich je eine Schraubklemme. Zwischen den Schraubklemmen lässt sich ein Laubsägeblatt einspannen und mit Flügelmuttern fixieren.

## Benutzung

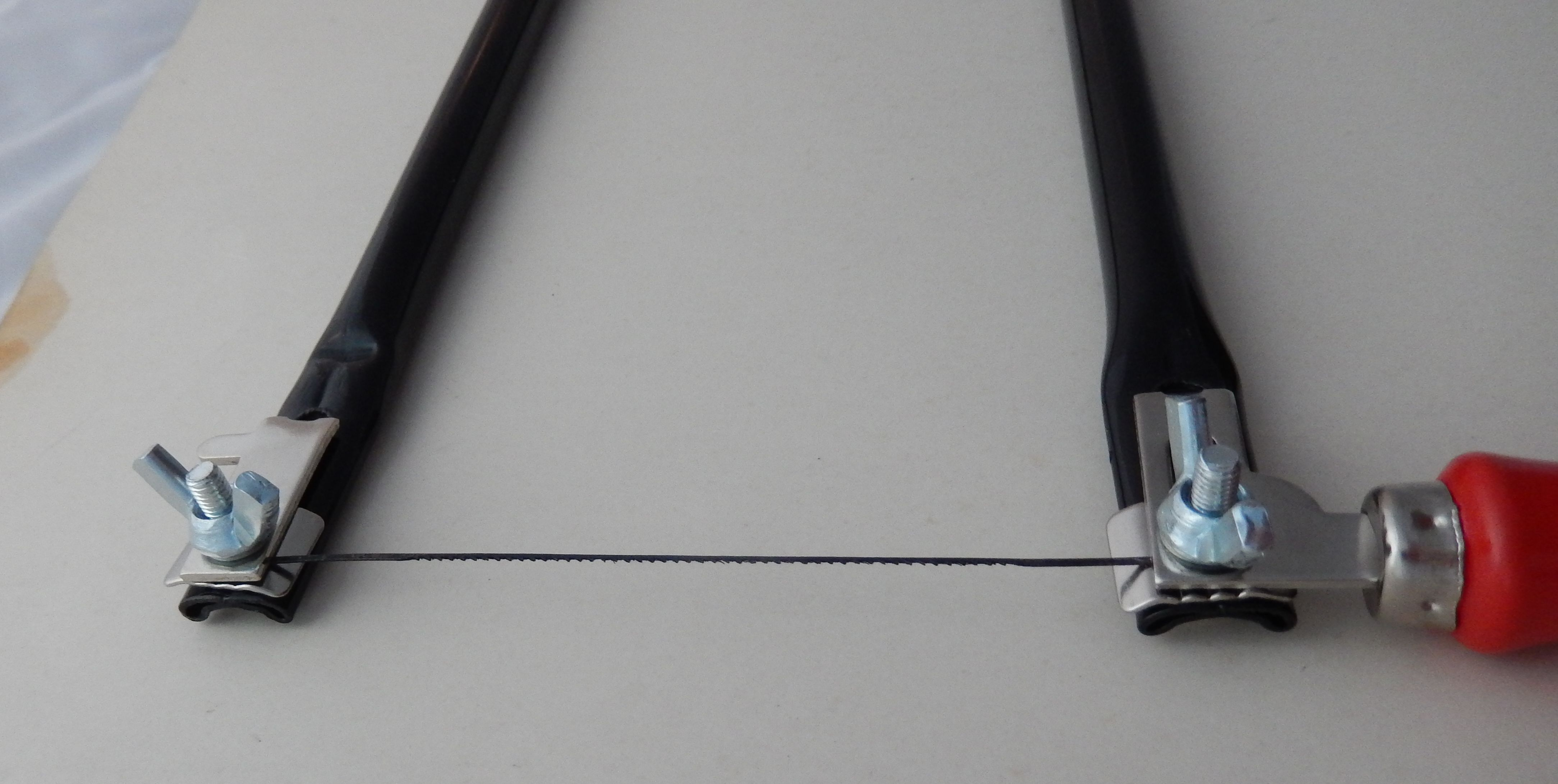
Eingespanntes Sägeblatt

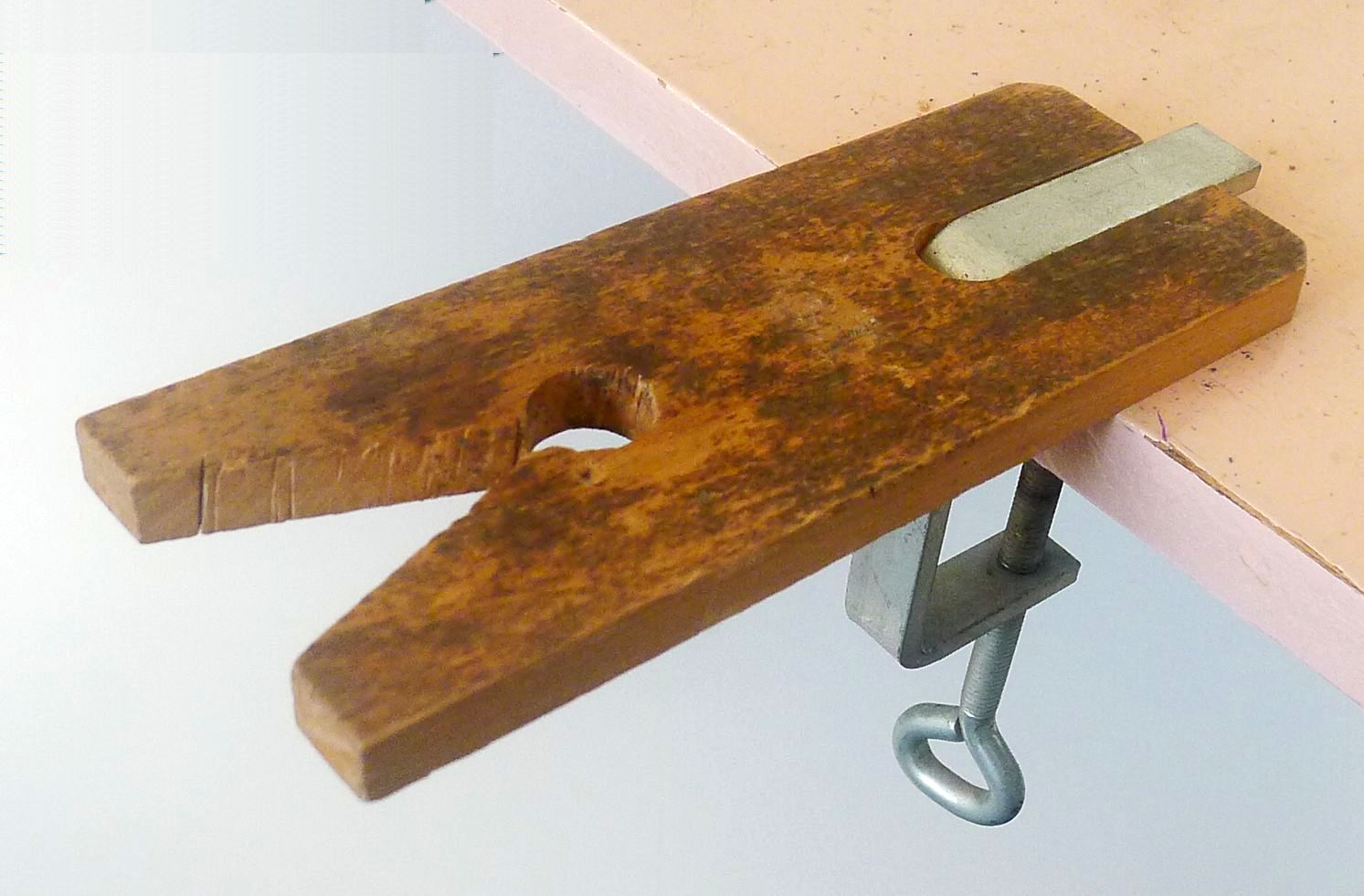
Halter mit V-förmiger Öffnung

Die Laubsäge ist eine Zugsäge, daher zeigt die steile Seite der Sägezähne stets zum Griff der Laubsäge. Das Sägeblatt wird zunächst an einer Schraubklemme befestigt. Durch leichtes Zusammendrücken des Laubsägebügels kann man das andere Ende des Sägeblattes an die zweite Schraubklemme führen und fixieren. Die U-Form der Laubsäge wirkt als Feder und hält das Sägeblatt auf Spannung. Das Werkstück wird auf einen speziellen Halter mit V-förmiger Öffnung („Laubsäge-Tischchen“) gelegt, der mit einer Zwinge an einer Tischplatte befestigt ist. Beim Arbeiten wird die Laubsäge mit der Hand am nach unten weisenden Griff gehalten, und der Bügel zeigt vom Tisch weg. Das Werkstück wird beim Sägen mit der Hand gehalten und in die gewünschte Schnittrichtung gedreht.
Ist ein gewünschter Sägeschnitt nicht von außen zu erreichen, muss ein Loch gebohrt werden und das Laubsägeblatt dort eingefädelt werden. Zum Bohren des Lochs wird häufig ein Drillbohrer verwendet.

## Anwendung

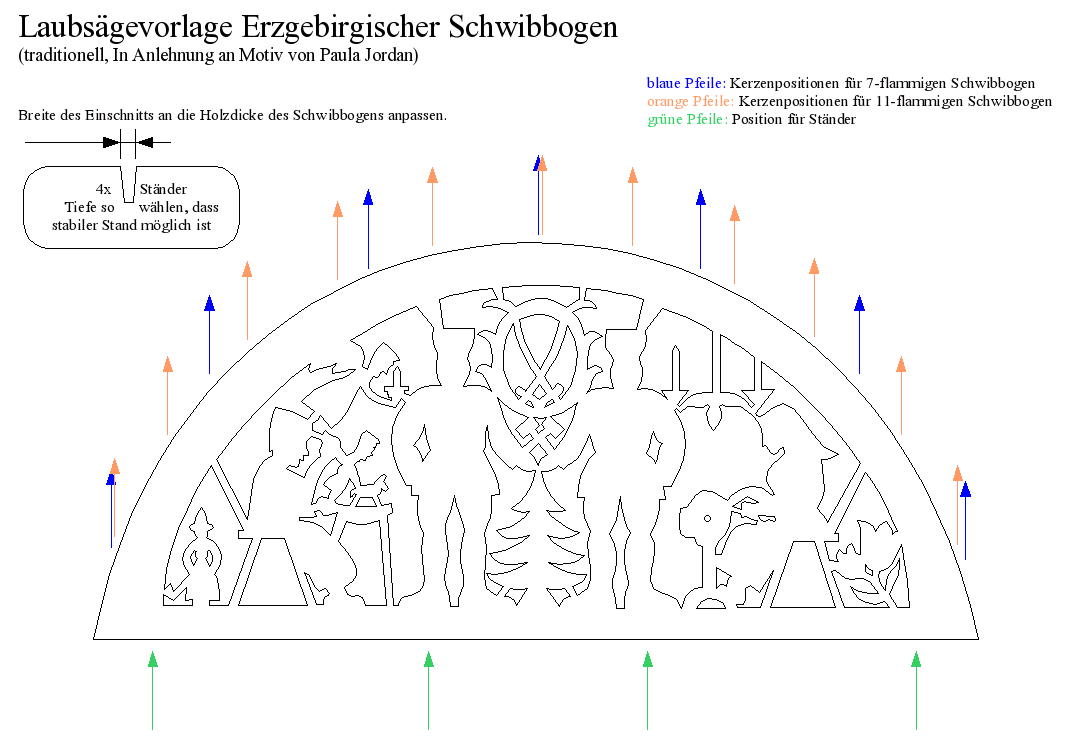
Laubsägevorlage eines Erzgebirgischen Schwibbogens

Mit einer Laubsäge lassen sich Holzplatten bis zu einer Stärke von etwa 6 mm gut bearbeiten. Dickere Platten oder Werkstücke können auch bearbeitet werden, aber nur mühsam. Mit einem geeigneten Sägeblatt lassen sich auch dünne Bleche und Kunststoffplatten sägen.

## Bezeichnung
Laubsägen sind eine italienische Erfindung aus dem Jahr 1562, die zum Aussägen von Intarsien verwendet wurde. Diese Intarsien waren häufig in Laubform gehalten, wodurch der Name „Laubsäge“ zu erklären ist.

## Ähnliche Werkzeuge
Die elektrisch oder mechanisch angetriebene Ausführung der Laubsäge ist die Dekupiersäge; ihr Vorteil liegt vor allem in der mechanisch gewährleisteten Einhaltung des Schnittwinkels und in der größeren Arbeitsgeschwindigkeit.